# Белоглазый медосос
Белоглазый медосос (лат. Glycichaera fallax) — индонезийский и австралийский вид воробьиных птиц из семейства медососовых (Meliphagidae), выделяемый в монотипический род белоглазых медососов (Glycichaera).
Обитают в низменных субтропических и тропических влажных лесах. Длина тела — 18 см.
МСОП присвоил таксону охранный статус «Виды, вызывающие наименьшие опасения» (LC).

## Подвиды
Международный союз орнитологов выделяет 3 подвида:
- Glycichaera fallax pallida — острова Западного Папуа (Вайгео, Батанта и Салавати)[7].
- Glycichaera fallax fallax — остров Йапен (Залив Гильвинк[англ.]), а также низменности Новой Гвинеи — от востока залива Гильвинк и полуострова Онин (англ. Onin Peninsula) до залива Милне[англ.][7]. Включает Glycichaera fallax poliocephala — остров Мисоол (Западное Папуа), острова Ару и низменности северо-запада Новой Гвинеи[7]. У самцов роговица тёмно-коричневая, у самок — белая[8].
- Glycichaera fallax claudi — северо-восток Квинсленда (юго-восток Австралии)[7].